# Flora Borów Niemodlińskich
Flora Borów Niemodlińskich – dominującym typem zbiorowisk roślinnych są lasy, zajmują one około 60% powierzchni Obszaru Chronionego Krajobrazu Borów Niemodlińskich. Znakomita ich większość, to dziś monokultury sosnowe (ponad 70%). Ograniczone do niewielkich przestrzeni lasy liściaste obecne są przede wszystkim w dolinach Nysy Kłodzkiej i Ścinawy Niemodlińskiej. Obecna niewielka różnorodność zespołów leśnych jest skutkiem prowadzonej na tym terenie gospodarki rolnej i leśnej – wyręby obejmowały przede wszystkim najcenniejsze gatunki liściaste, rolnictwo zaś zajmowało najżyźniejsze gleby. Efektem tych zmian stała się poważna zmiana struktury gatunkowej Borów Niemodlińskich, a co za tym idzie zubożenie ich ekosystemów. Wciąż jednak z uwagi na znaczną rozmaitość środowiska Bory Niemodlińskie są jednym z najcenniejszych ekologicznie obszarów na Opolszczyźnie.
Jedną z cech wyróżniających Obszar Chronionego Krajobrazu Borów Niemodlińskich są wody – stawy hodowlane, gęsta sieć rowów melioracyjnych, mniejszych i większych, często bezimiennych cieków, będących dopływami Nysy Kłodzkiej, Ścinawy Niemodlińskiej, Białej i Prószkowskiego Potoku, zachowane starorzecza, stanowią dogodne środowiska rozwoju licznych fitocenoz wodnych – najpospolitszy z nich to zespół rzęsy drobnej i spirodeli wielokorzeniowej, notowany w całym szeregu płytkich zbiorników wodnych. Zdecydowanie rzadsze są zespoły salwinii pływającej, rogatka sztywnego oraz pływacza zwyczajnego. Stosunkowo nieźle zachowały się, szczególnie na stawach hodowlanych, zespoły lilii wodnych. Na terenie Obszaru Chronionego Krajobrazu Borów Niemodlińskich ocalał również unikatowy zespół kotewki orzecha wodnego.
Coraz rzadsze i zajmujące niewielkie powierzchnie są zespoły graniczące bezpośrednio z lustrem wody. Stosunkowo najczęstsze pośród nich są zespoły pałki szerokolistnej i trzciny pospolitej. Zespołem, który niegdyś zajmował rozleglejsze obszary, a dziś notowany jest nielicznie wzdłuż cieków wodnych, na obrzeżach starorzeczy i stawów są turzycowiska – pośród nich najczęściej spotykanym zespołem są mokre łąki turzycowe i szuwar turzycy błotnej. Na podmokłych łąkach wciąż jeszcze dość liczne są zespoły kosaćca żółtego.
Flora Obszaru Chronionego Krajobrazu Borów Niemodlińskich jest bogata i zróżnicowana, co procentuje obfitością gatunków chronionych i rzadkich nie tylko w skali województwa, ale i kraju. Większość z nich związanych jest ze środowiskami wilgotnymi. W sumie pośród gatunków ginących i rzadkich 9 gatunków zakwalifikowanych jest na „Liście roślin zagrożonych w Polsce” w tym: 2 gatunki w kategorii E (ginące), 6 kategorii V (narażone) i 1 w kategorii R (rzadkie). Dwa gatunki – salwinia pływająca i aldrowanda pęcherzykowata umieszczone są na liście gatunków zagrożonych w skali Europy. Oprócz nich w granicach Obszaru Chronionego Krajobrazu Borów Niemodlińskich występuje również około 30 gatunków roślin rzadkich w skali województwa, regionu lub kraju. Część z notowanych na terenie gminy gatunków flory rejestrowanych jest regionalnej „Czerwonej liście roślin naczyniowych Górnego Śląska”, wojewódzkiej „Czerwonej liście roślin zagrożonych w województwie opolskim”, część w „Polskiej Czerwonej Liście Roślin Zagrożonych”
Gatunki rzadkie – stanowiska na terenie Obszaru Chronionego Krajobrazu Borów Niemodlińskich
- Jaskier wielki
  - Rezerwat przyrody Staw Nowokuźnicki (gm. Prószków)
- Czermień błotna (R)
  - staw w Przysieczy (gm. Prószków)
  - Rezerwat przyrody Staw Nowokuźnicki (gm. Prószków)
  - Grodziec (gm. Niemodlin) Rezerwat przyrody Złote Bagna
  - Wierzbie (gm. Łambinowice) w projektowanym rezerwacie „Topiel”
  - Prószkowski Potok na odcinku w rejonie Obory (gm. Prószków)
- Kokorycz pusta (R)
  - Rzędziwojowice (gm. Niemodlin)
  - Rezerwat przyrody Dębina (gm. Grodków)
- Kokorycz wątła
  - Rzędziwojowice (gm. Niemodlin)
- Nawodnik sześciopręcikowy (E)
  - staw „Zofia”, Zespół Przyrodniczo-Krajobrazowy Lipno (gm. Niemodlin)
  - staw „Loża” (gm. Niemodlin)
  - staw „Książęcy” (gm. Niemodlin)
- Nawodnik trójpręcikowy
  - staw „Zofia”, Zespół Przyrodniczo-Krajobrazowy Lipno (gm. Niemodlin)
  - staw „Ławnik” (gm. Tułowice)
  - staw „Loża” (gm. Niemodlin)
- Żurawina błotna
  - Ochodze (gm. Komprachcice) – na torfowisku na pd-zach. od wsi
  - Ligota Prószkowska (gm. Prószków)
  - Prądy (gm. Dąbrowa)  Rezerwat przyrody Prądy.
- Borówka bagienna (R)
  - Kuźnica Ligocka (gm. Korfantów) w projektowanym rezerwacie „Topiel”
  - Szydłów (gm. Tułowice)
  - Grodziec (gm. Niemodlin) Rezerwat przyrody Złote Bagna
- Pływacz zachodni
  - staw w Ligocie Prószkowskiej (gm. Prószków).
- Pływacz średni
  - staw w Ligocie Prószkowskiej (gm. Prószków).
- Pływacz drobny
  - Ochodze (gm. Komprachcice) – rów opaskowy na torfowisku, na pd-zach. od wsi
  - Rezerwat przyrody Staw Nowokuźnicki (gm. Prószków)
- Okrężnica bagienna
  - Rezerwat przyrody Staw Nowokuźnicki (gm. Prószków)
- Tojeść bukietowa (R)
  - Rezerwat przyrody Staw Nowokuźnicki (gm. Prószków)
  - staw „Sangów (gm. Niemodlin)
- Ożanka nierównoząbkowana
  - Ochodze (gm. Komprachcice) na pd-zach. od wsi
- Przytulia okrągłolistna
  - Rezerwat przyrody Przysiecz (gm. Prószków)
- Dąbrówka kosmata
  - Kuźnica Ligocka (gm. Korfantów)
- Rdestnica sześciolistna
  - Rezerwat przyrody Staw Nowokuźnicki (gm. Prószków)
- Rdestnica stępiona
  - Rezerwat przyrody Staw Nowokuźnicki (gm. Prószków)
- Rdestnica drobna
  - staw „Ławnik” (gm. Tułowice)
- Wełnianka pochwowata
  - Ochodze (gm. Komprachcice) torfowisko na pd-zach. od wsi.
  - Grodziec (gm. Niemodlin) Rezerwat przyrody Złote Bagna.
  - Wierzbie (gm. Korfantów) w projektowanym rezerwacie „Topiel”.
  - Kuźnica Ligocka (gm. Korfantów) na pn-zach. od wsi.
- Sitowiec nadmorski
  - staw „Loża” (gmina Niemodlin)
- Ponikło igłowate (V)
  - Rezerwat przyrody Staw Nowokuźnicki (gm. Prószków)
  - staw „Loża” (gmina Niemodlin)
  - staw „Kamaszka” (gm. Niemodlin)
  - staw „Książęcy” (gm. Niemodlin)
- Przygiełka biała (V)
  - Ochodze (gm. Komprachcice) torfowisko na pd-zach. od wsi.
  - Prądy (gm. Dąbrowa)  Rezerwat przyrody Prądy.
- Turzyca nitkowata (V)
  - staw „Loża” (gmina Niemodlin)
  - staw w Ligocie Prószkowskiej (gm. Prószków)
  - Kuźnica Ligocka (gm. Korfantów) w projektowanym rezerwacie „Topiel”
  - Ochodze (gm. Komprachcice) torfowisko na pd-zach. od wsi.
- Turzyca ciborowata
  - staw „Loża” (gmina Niemodlin)
  - staw „Zofia”, Zespół Przyrodniczo-Krajobrazowy Lipno (gm. Niemodlin)
  - staw „Pustelnik” (gm. Tułowice)
  - staw „Kamaszka” (gm. Niemodlin)
- Jezierza mniejsza
  - staw „Ławnik” (gm. Tułowice)
- Siedmiopalecznik błotny
  - Rezerwat przyrody Staw Nowokuźnicki (gm. Prószków)
  - Ochodze (gm. Komprachcice) torfowisko na pd-zach. od wsi.
  - Ligota Prószkowska (gm. Prószków) – łąki wzdłuż Prószkowskiego Potoku.
- Zachylnik błotny
  - Rezerwat przyrody Staw Nowokuźnicki (gm. Prószków)
- Nerecznica grzebieniasta
  - Rezerwat przyrody Staw Nowokuźnicki (gm. Prószków)
- Rzęśl hakowata
  - staw „Ławnik” (gm. Tułowice)
  - Staw w Ligocie Prószkowskiej (gm. Prószków)
  - staw „Loża” (gmina Niemodlin)

Rośliny chronione częściowo – stanowiska na terenie Obszaru Chronionego Krajobrazu Borów Niemodlińskich
- Kopytnik pospolity
  - na terenie Obszaru Chronionego Krajobrazu Borów Niemodlińskich stwierdzany w rozproszeniu.
- Pierwiosnek wyniosły
  - Rzędziwojowice (gm. Niemodlin)
  - Rezerwat przyrody Dębina (gm. Grodków)
- Bagno zwyczajne
  - Prądy (gm. Dąbrowa)  Rezerwat przyrody Prądy.
  - Szydłów (gm. Tułowice), na pn-zach. od wsi.
- Kruszyna pospolita
  - okolice Lipna (gm. Niemodlin)
  - Szydłów (gm. Tułowice)
  - Ochodze (gm. Komprachcice)
  - Kuźnica Ligocka (gm. Korfantów) – projektowanym rezerwacie „Topiel”.
- Konwalia majowa
  - na terenie Obszaru Chronionego Krajobrazu Borów Niemodlińskich stwierdzana w rozproszeniach w dąbrowach i grądach.
- Kalina koralowa
  - w rejonie Goszczowic (gm. Tułowice).
  - Kuźnica Ligocka (gm. Korfantów),
  - Szydłów (gm. Tułowice).
- Przytulia wonna
  - na terenie Obszaru Chronionego Krajobrazu Borów Niemodlińskich stwierdzany dużym w rozproszeniu.

Rośliny ściśle chronione – stanowiska na terenie Obszaru Chronionego Krajobrazu Borów Niemodlińskich
- Grążel żółty (R)
  - staw w Przysieczy (gm. Prószków)
  - Rezerwat przyrody Staw Nowokuźnicki (gm. Prószków)
  - stawy w rejonie Niemodlina i Tułowic.
- Grzybienie białe	(V)
  - Rezerwat przyrody Staw Nowokuźnicki (gm. Prószków)
  - staw „Pustelnik” (gm Tułowice)
  - staw „Loża” (gmina Niemodlin)
  - staw „Zofia”, Zespół Przyrodniczo-Krajobrazowy Lipno (gm. Niemodlin)
- Salwinia pływająca (E)
  - Rezerwat przyrody Staw Nowokuźnicki (gm. Prószków)
  - staw „Loża” (gmina Niemodlin)
- Kotewka orzech wodny	 (E)
  - Rezerwat przyrody Staw Nowokuźnicki (gm. Prószków)
- Kruszczyk szerokolistny (R)
  - staw „Loża” (gmina Niemodlin)
- Rosiczka okrągłolistna (R)
  - Ochodze (gm. Komprachcice)  – torfowisko na pł -zach od wsi.
  - Prądy (gm. Dąbrowa)  Rezerwat przyrody Prądy.
  - Kuźnica Ligocka (gm. Korfantów) w projektowanym rezerwacie „Topiel”
  - Szydłów (gm. Tułowice) na pn-zach. od wsi
  - między Prądami (gm. Dąbrowa), a Rzędziwojowicami (gm. Niemodlin)
  - Grodziec (gm. Niemodlin) Rezerwat przyrody Złote Bagna.
  - staw „Loża” (gmina Niemodlin)
- Bluszcz pospolity
  - w parku Technikum Leśnego w Tułowicach, oraz w rozproszeniu w lasach liściastych.
- Bobrek trójlistkowy
  - Rezerwat przyrody Staw Nowokuźnicki (gm. Prószków)
  - Nowa Kuźnia (gm. Prószków), na pd-zach. od wsi.
- Śniedek baldaszkowaty
  - na zachód od Wąwelna (gm. Komprachcice)
- Barwinek pospolity
  - w Tułowicach, park Technikum Leśnego
  - Ochodze (gm. Komprachcice) – w lesie na pd-zach, od wsi.
- Śnieżyczka przebiśnieg
  - najliczniej Rezerwat przyrody Dębina (gm. Grodków)
- Widłak goździsty
  - w rejonie Wybłyszczowa (gm. Prószków).

Kategorie zagrożeń według list krajowych lub regionalnych:
- EX – wymarłe lub prawdopodobnie wymarłe
- E – wymierające
- V – narażone
- R – rzadkie
- I – o nieokreślonym zagrożeniu

Kategorie zagrożeń według list wojewódzkich:
- EX – wymarłe
- EW – wymarłe w wolnej  przyrodzie
- CE –  zagrożone krytycznie
- EN – zagrożone
- VU – narażone
- LR – niższego ryzyka
- DD – o niedostatecznych danych